# Transport hub

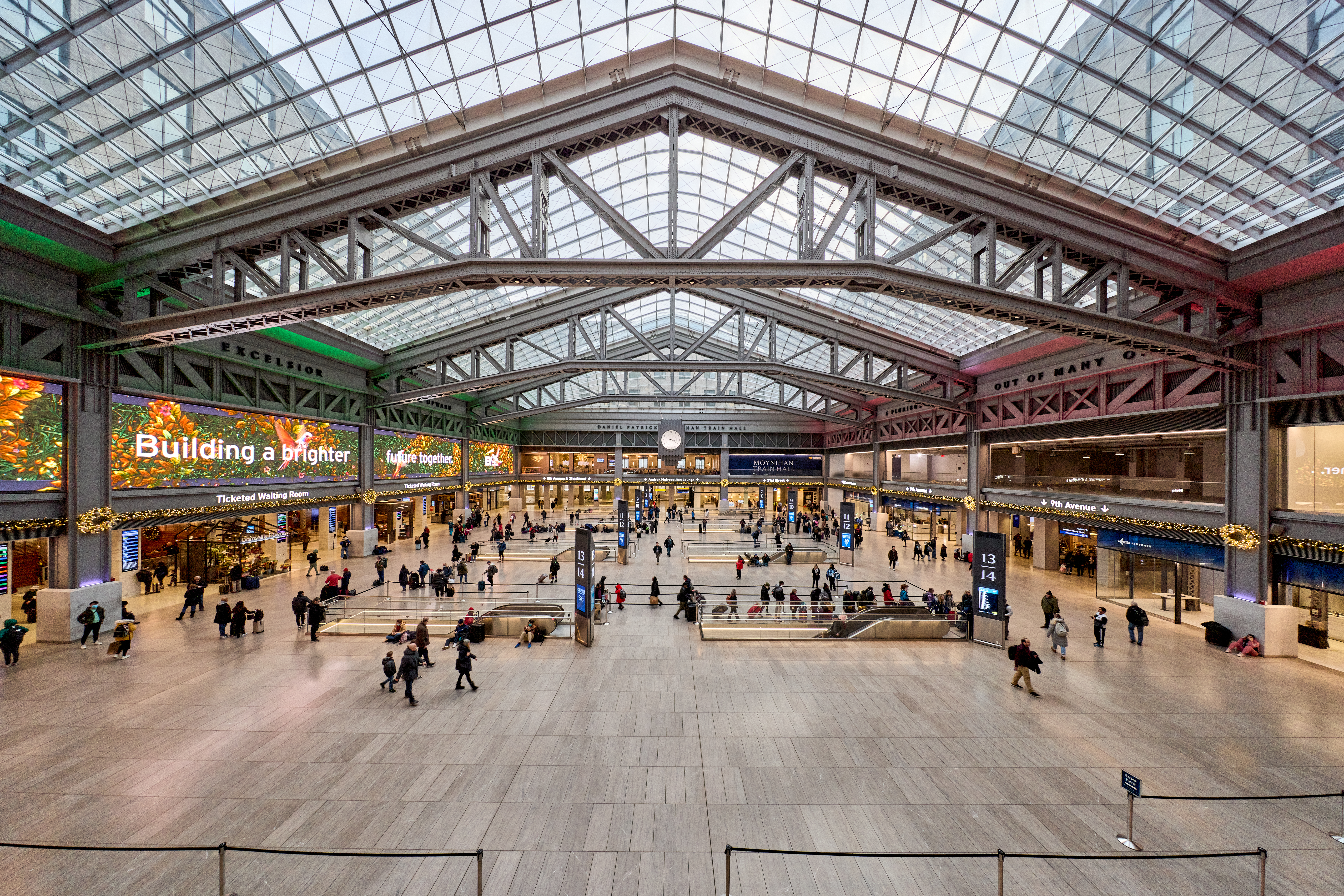
Penn Station a Midtown Manhattan, New York, il più trafficato hub dei trasporti dell'emisfero occidentale

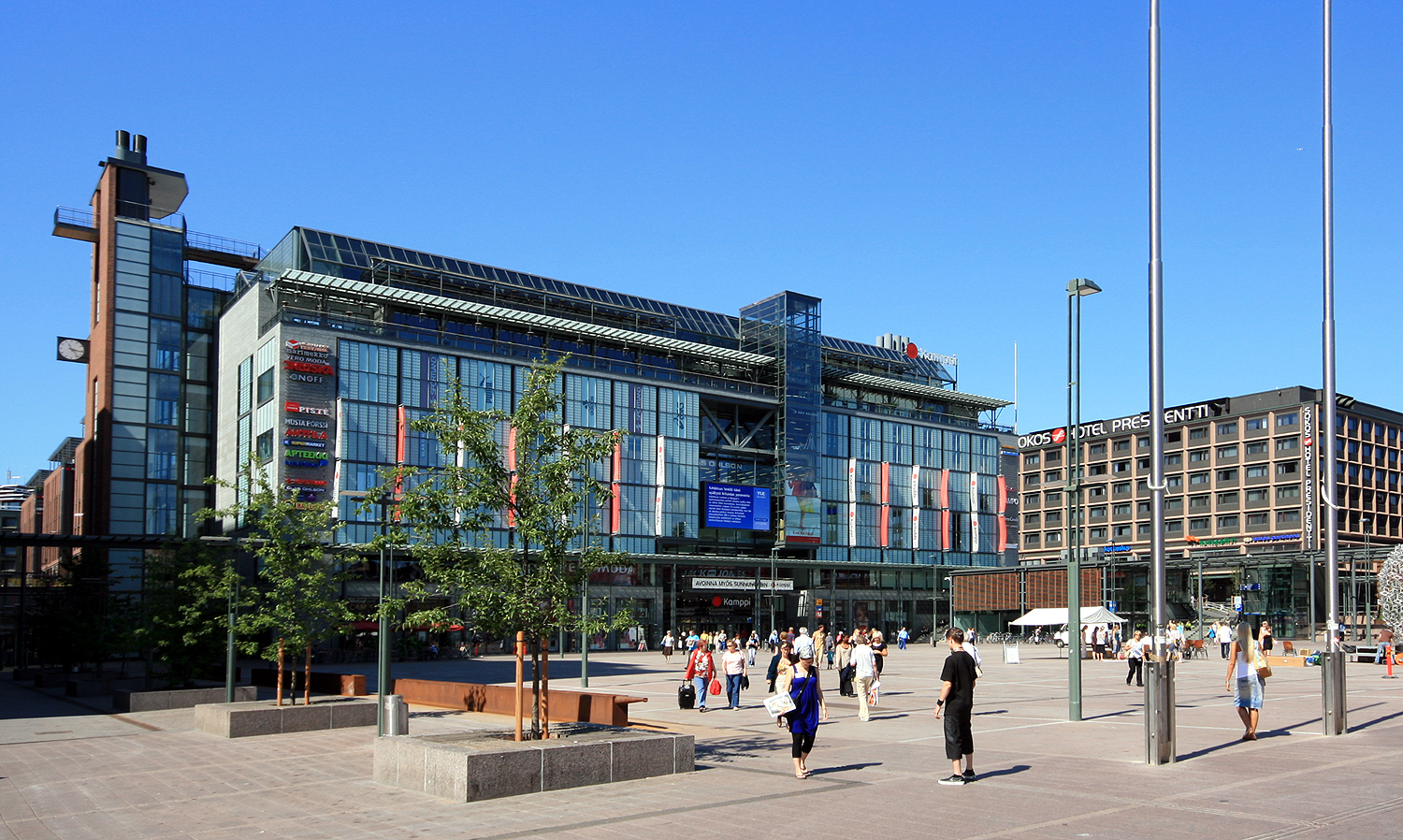
Il terminal sotterraneo degli autobus e dei pullman e la stazione della metropolitana si trovano sotto il Centro Kamppi di Helsinki, Finlandia

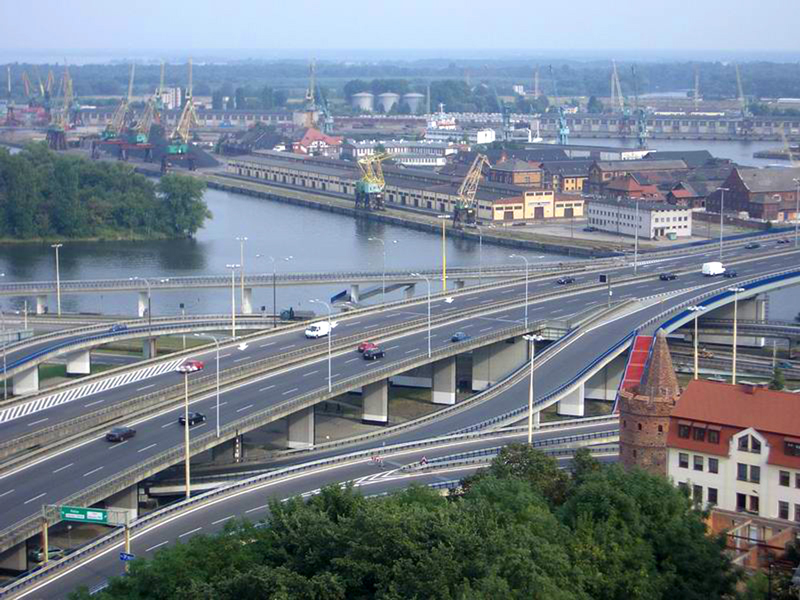
Stettino: porto di Stettino, autostrada, superstrada e connessioni ferroviarie, servizi di trasporto pubblico interurbano, rete di autobus urbani e di tram elettrici e aeroporto "Solidarność" di Stettino-Goleniów, Polonia

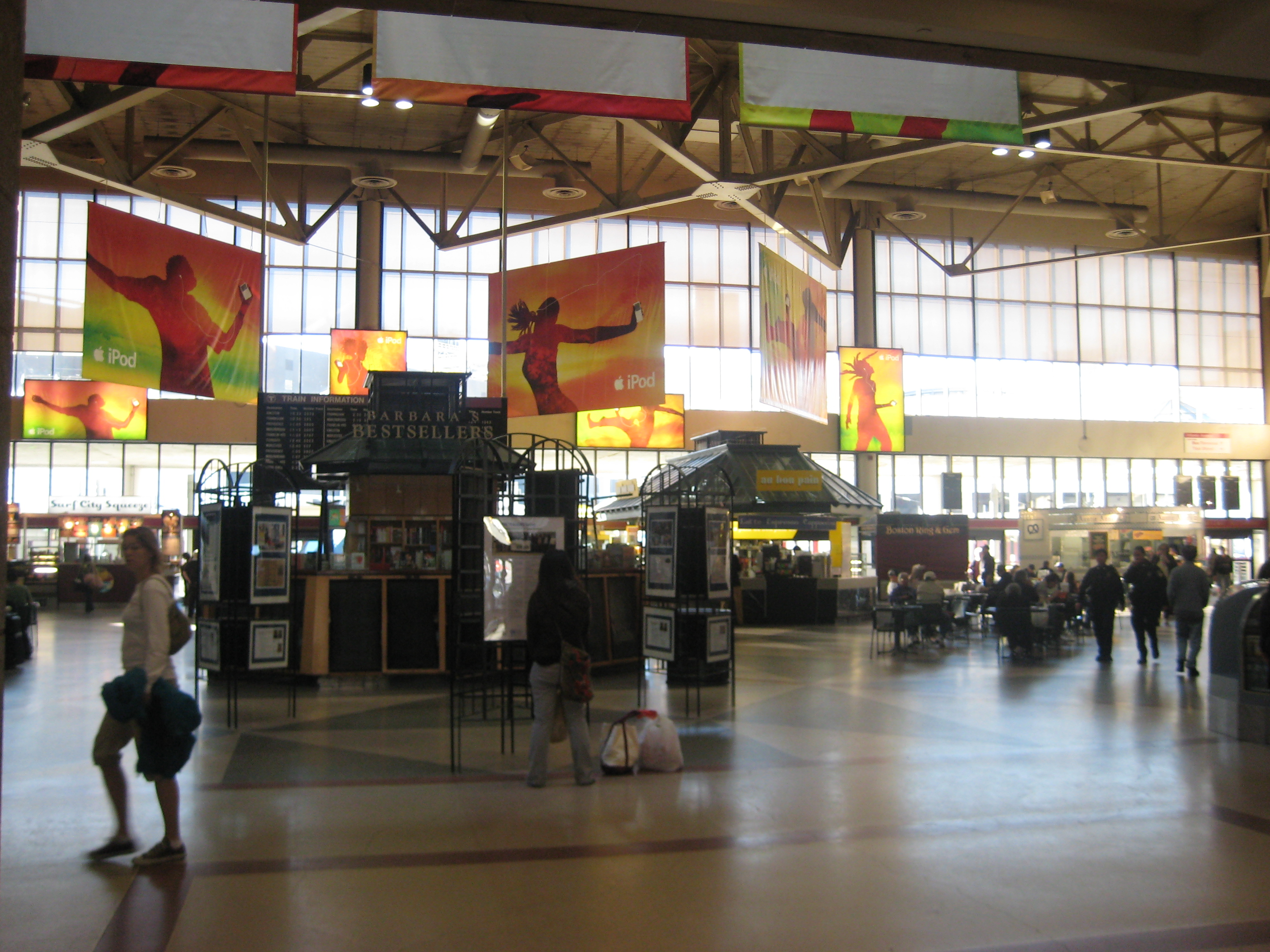
South Station, un hub di trasporto di MBTA, Amtrak e Greyhound a Boston, Massachusetts, Stati Uniti

Un hub di trasporto, conosciuto anche come transport hub, è un luogo in cui passeggeri e merci vengono scambiati tra veicoli e/o tra diversi mezzi di trasporto. Gli hub di trasporto pubblico includono stazioni ferroviarie, stazioni di trasporto rapido, fermate degli autobus, fermate dei tram, aeroporti e scali per traghetti. Gli hub merci includono scali di smistamento, aeroporti, porti marittimi e terminal per camion, o combinazioni tra alcuni di queste modalità. Per il trasporto privato in auto, il parcheggio funge da hub unimodale.

## Storia
Storicamente, un servizio di interscambio nell'industria del trasporto aereo di linea passeggeri comportava un "volo passante” operato da due o più compagnie aeree, in cui veniva utilizzato un unico aeromobile in cui le singole compagnie operavano con i propri equipaggi di volo sulle rispettive porzioni di un volo diretto, senza cambi di aereo e con più scali aeroportuali. Negli Stati Uniti, un certo numero di compagnie aeree, tra cui Alaska Airlines, American Airlines, Braniff International Airways, Continental Airlines, Delta Air Lines, Eastern Airlines, Frontier Airlines (1950-1986), Hughes Airwest, National Airlines (1934-1980), Pan Am, Trans World Airlines, United Airlines e Western Airlines hanno precedentemente operato questi voli di interscambio cooperativi, detti "through plane", sia su scala nazionale che internazionale, con gli orari che apparivano nei rispettivi orari di sistema.

## Trasporto pubblico

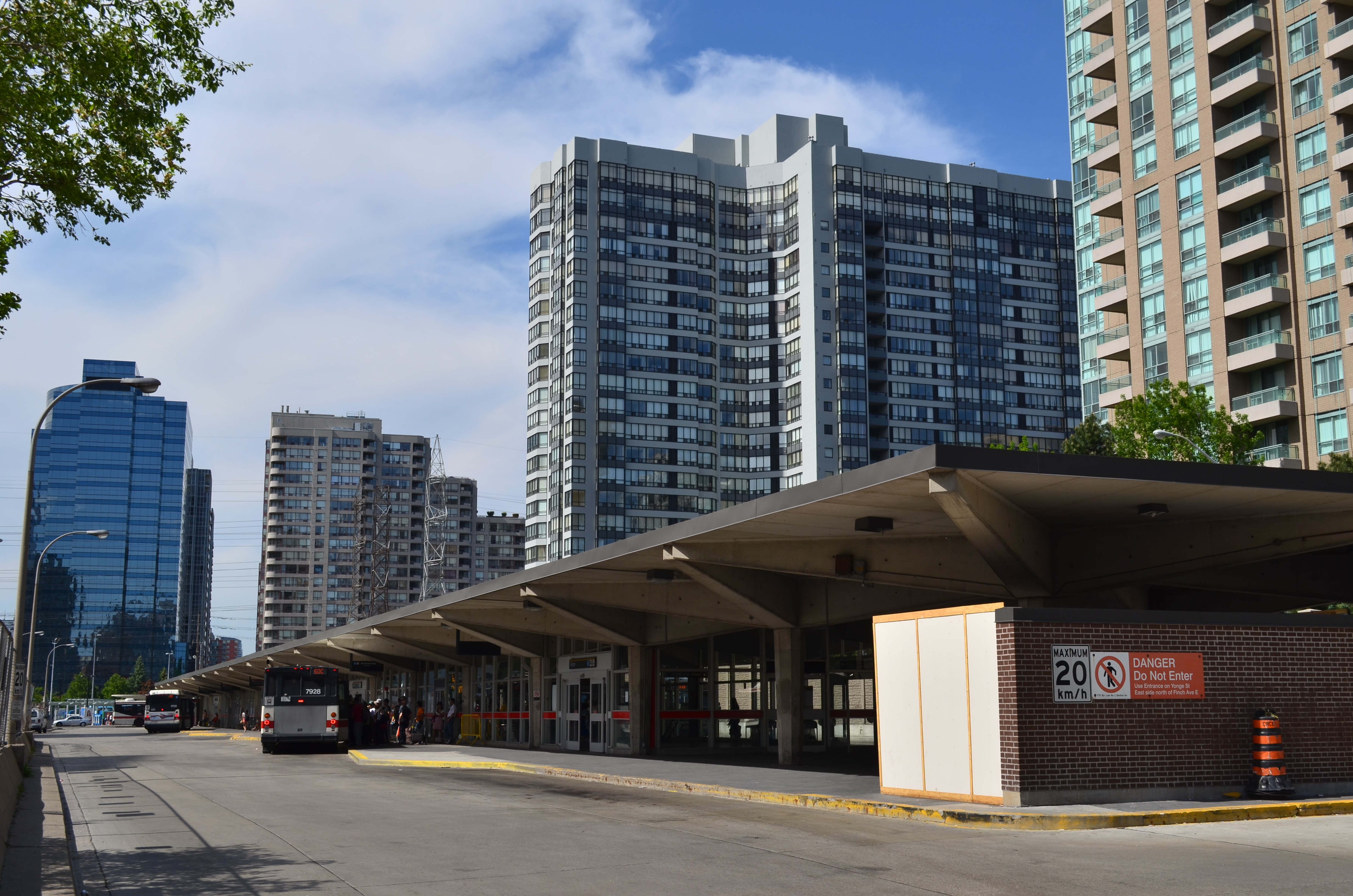
Nella periferia di Toronto, la stazione Finch collega la metropolitana e i servizi di autobus locali, regionali e interregionali

Gli hub di trasporto intermodale di passeggeri nel trasporto pubblico includono stazioni degli autobus, stazioni ferroviarie e stazioni della metropolitana, mentre un importante hub di trasporto, spesso multimodale (autobus e treno), può essere definito transport centre o, in americano transit center. Nelle città dotate di una stazione centrale, spesso la stazione, oltre a essere una stazione ferroviaria, funge anche da snodo dei trasporti.

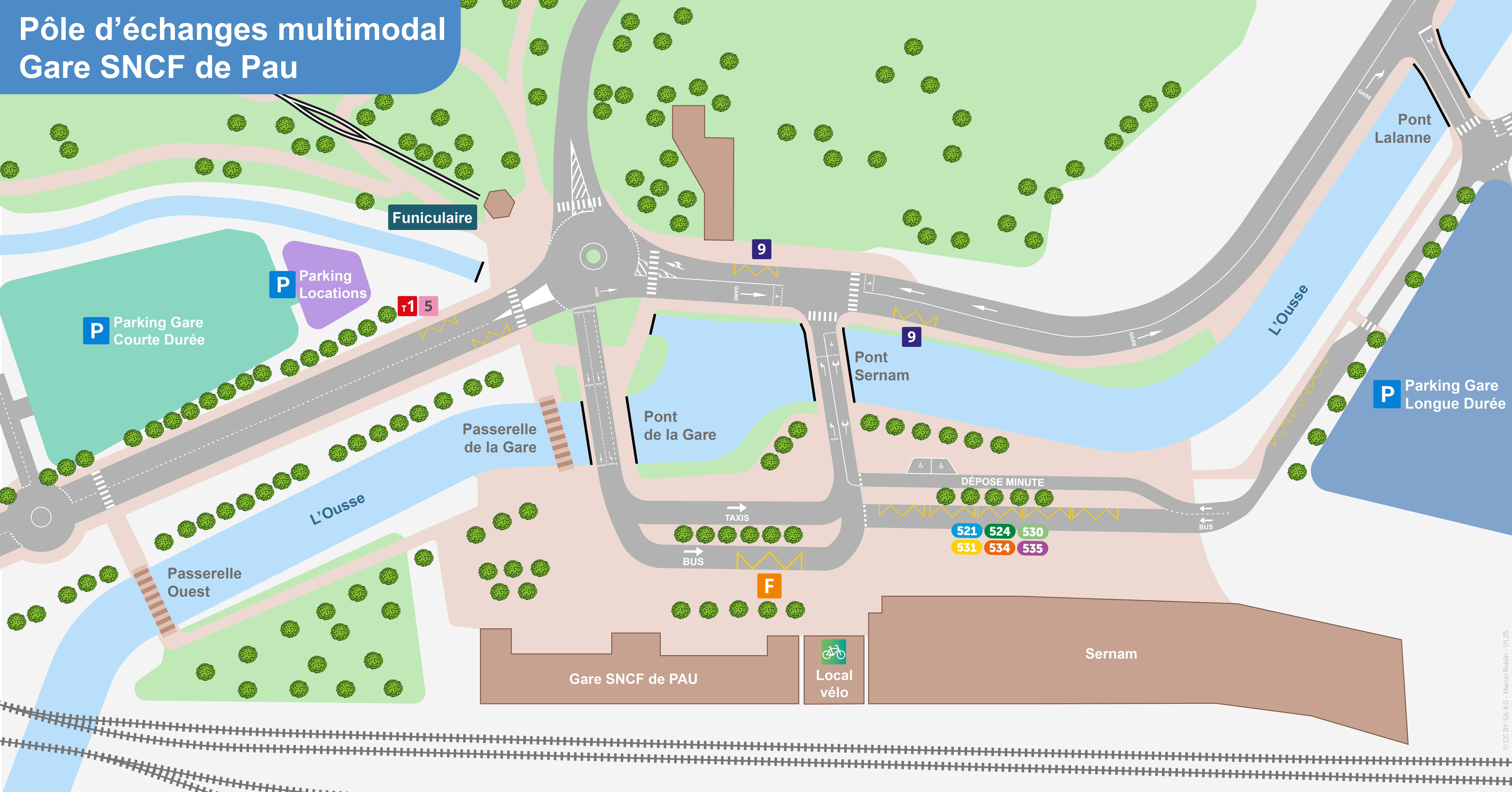
Hub di trasporto di Gare de Pau (Pau, Francia)

La pianificazione di un viaggio che coinvolge transport hub è più complicata rispetto ai viaggi diretti, poiché in genere i tragitti richiedono un cambio presso lo snodo. I moderni pianificatori elettronici di viaggio per il trasporto pubblico dispongono di una rappresentazione digitale sia delle fermate che degli hub di trasporto di una rete, per consentire ai passeggeri di calcolare e analizzare i viaggi che includono i cambi pressi questi hub.

## Aeroporti
Gli aeroporti hanno una duplice funzione di hub. Innanzitutto, concentrano il traffico passeggeri in un unico luogo per il proseguimento del trasporto. Per questo motivo è importante che gli aeroporti siano collegati alle infrastrutture di trasporto circostanti, tra cui strade, servizi di autobus, ferrovie e sistemi di trasporto rapido. In secondo luogo, alcuni aeroporti fungono da hub intra-modulari per le compagnie aeree, ovvero da hub delle compagnie aeree. Si tratta di una strategia comune tra le compagnie aeree di rete che volano solo da un numero limitato di aeroporti e solitamente fanno cambiare aereo ai propri clienti in uno dei loro hub se vogliono spostarsi tra due città tra cui la compagnia aerea non effettua voli diretti.
Le compagnie aeree hanno ampliato il modello hub-and-spoke in vari modi. Un metodo consiste nel creare hub aggiuntivi a livello regionale e realizzare rotte principali tra gli hub. Ciò riduce la necessità di percorrere lunghe distanze tra nodi vicini tra loro. Un altro metodo consiste nell'utilizzare le città focus per implementare un servizio punto a punto per tratte ad alto traffico, aggirando completamente l'hub.

## Trasporto merci
Solitamente esistono tre tipologie di hub per merci: mare-strada, mare-rotaia e strada-rotaia, ma ci può essere anche il tipo mare-strada-rotaia. Con l'aumento della containerizzazione, il trasporto merci intermodale è diventato più efficiente, rendendo spesso più economiche le tratte multiple rispetto ai servizi tradizionali, quindi incrementando l'uso degli hub.